# Ahmed Chawki
Ahmed Chawki là một nghệ sĩ thu âm, ca sĩ và là nhà soạn nhạc người Ma Rốc.

## Thời gian ban đầu
Chawki đã sáng tác và hát thơ từ thơ ấu. Anh học tại trường Quốc gia về Nhà hát và hát ở Tétouan, tham gia một số sự kiện và giành được nhiều giải thưởng. Sau đó ông theo học tại Học viện Mỹ thuật ở Tétouan, chuyên ca hát cổ điển và phương Tây, trong khi nghiên cứu lý thuyết âm nhạc.
Năm 2000, Chawki giành giải nhất tại Liên hoan Âm nhạc Ả Rập, được tổ chức bởi "Maison du Littoral" ở Tetouan.  Sau đó ông thành lập ban nhạc La Paloma cùng với các nhạc sĩ trẻ khác.  La Paloma đã làm cho một âm thanh phản ứng tổng hợp dựa trên Ả Rập, Ma-rốc và âm nhạc flamenco tham gia trong nhiều năm tới trên một vài lễ hội quốc gia và quốc tế, với thành công lớn và vùng phủ sóng phương tiện truyền thông.  Kết quả là anh trở thành khách mời thường xuyên trên các chương trình truyền hình và trên các đài phát thanh, bao gồm 2M thông qua chương trình Nasima và Chanel One . Các bài hát nổi tiếng của ông bao gồm "Ya Lmima", "La Paloma" và "Sinine", bộ đôi này hợp tác với ban nhạc Tây Ban Nha Librejano.
Năm 2009 và 2010 đã chứng kiến sự ra mắt của Chawki bao gồm "Inta Lya", "Ya Nassini", "Ghaly" và "La Paloma" với thành công vừa phải, mặc dù thiếu sự hỗ trợ của các hãng thu âm.

## Sự đột phá trong năm 2013
Chawki đã thu hút sự chú ý của RedOne trong quá trình hợp tác với Quincy Jones sản xuất tác phẩm opera "Bukra" tập trung vào Ả Rập (بكرة có nghĩa là ngày mai) . Cuối cùng Chawki đã được bao gồm cùng với một số lượng lớn các nghệ sĩ Ả Rập trong dự án.  Sự đột phá của Ahmed Chawki vào năm 2012, khi ông hợp tác với RedOne.  Vào thời điểm đó, RedOne đã sản xuất album mới nhất của Khaled C'est la vie và ca khúc chủ đề " C'est la vie " mở ra cánh cửa hợp tác với Trung Đông Bao gồm Ahmed Chawki với "Habibi I Love You", một bài hát đa ngôn ngữ với các yếu tố Ả Rập và các điệu nhảy phương Tây.
Các phiên bản chính của "Habibi Tôi yêu bạn" bởi Ahmed Chawki tính năng Pitbull trở thành một hit lớn trong suốt mùa hè năm 2013, với một màn biểu diễn trong lễ bế mạc Liên hoan Mawazine 2013 ở Rabat  và đứng đầu các bảng xếp hạng ở Lebanon, Ai Cập Và vùng Vịnh Ba Tư trong mùa hè 2013.
Bài hát này đáng chú ý là một hit ở Pháp trong bảng xếp hạng SNEP, bảng xếp hạng đĩa đơn chính thức của Pháp với các bài hát tiếng Pháp bổ sung như "Habibi I Love You" (Giáng sinh yêu thương) với giọng hát của ca sĩ người Pháp Algeria Kenza Farah.  Các phiên bản ba ngôn ngữ Pháp đã được đưa ra với một buổi biểu diễn live ở Marseilles trong "Fête de la Musique" trên 21 Tháng sáu 2013. Nó đã được phổ biến ở Tây Ban Nha và tất cả các thị trường Tây Ban Nha với một ngôn ngữ Tây Ban Nha lyrics thêm giải thích cả bởi Ahmed Chawki và ca sĩ Sophia Del Carmen và rap của Pitbull. Bài hát là một hit mùa hè ở Hà Lan thông qua một phiên bản tiếng Hà Lan bao gồm ca sĩ người Hà Lan Do van Hulst, Phiên bản tiếng Hà Lan, thực sự là một phiên bản đa ngôn ngữ Hà Lan, Tây Ban Nha, Anh và Ả Rập đã được ghi có cho Chawki với Pitbull & Do. Nó đã được thực hiện bởi Chawki và Do trên RTL Late Night .  Các bài hát cũng bán khá tốt tại các thị trường Scandinavia do sự tham gia của RedOne, người đã bắt đầu sự nghiệp của mình ở Thụy Điển. Các bài hát của Chawki đã được cover bao gồm cả tiếng Rumani là "Habibi" của Nek si Blondu de la Timisoara. Ahmed Chawki đã phát hành một phiên bản tiếng Rumani chính thức có tính năng Mandinga với các bài hát tiếng Rumani bổ sung. Chawki thực hiện các phần của mình bằng tiếng Ả Rập và tiếng Tây Ban Nha.
Bài hát đã được nhiều bản remix và xuất hiện trong một số sưu tập. Nó vẫn còn rất phổ biến với những người tập thể dục zumba tập thể dục.
Chawki phát hành đĩa đơn thứ hai "Ana Bahwak" (I Adore You) do RedOne sản xuất.

## Những thành công ở năm 2014
Vào dịp World Cup 2014, Ahmed Chawki bây giờ đi với tên duy nhất Chawki đã được đặc trưng trong một bài hát bóng đá với chủ đề "Magic In The Air" của Magic System, để chuẩn bị cho 2014 FIFA World Cup tại Brazil, một hit ở Pháp và Bỉ và nhiều bảng xếp hạng Châu Âu khác. Các bài hát như trong trường hợp của "Habibi I Love You" được sản xuất bởi RedOne.
Anh đã phát hành single solo " Time of Our Lives " của RedOne và phát hành trên RedOne Records. Một phiên bản tiếng Pháp là "Time of our live (Notre Moment)" và một phiên bản tiếng Ả Rập "Farhat al 'Aalam" cũng được phát hành.

## Danh sách các bài hát, đĩa đơn và giải thưởng của Ahmed Chawki

### Giải thưởng:
| Năm      | Người được chỉ định / công việc | Giải thưởng                           | Kết quả    | Ref |
| -------- | ------------------------------- | ------------------------------------- | ---------- | --- |
| Năm 2016 | Sóng thần                       | Video Châu Phi trong năm              | Được đề cử |     |
| Năm 2016 | Sóng thần                       | Video Bắc Phi tốt nhất                | Được đề cử |     |
| Năm 2016 | Sóng thần                       | Video Khiêu vũ châu Phi xuất sắc nhất | Được đề cử |     |

### Danh sách các bài hát, đĩa đơn:
| Năm      | Người độc thân                                                       | Vị trí cao điểm | Vị trí cao điểm  | Vị trí cao điểm  | Vị trí cao điểm    | Ghi chú |
| Năm      | Người độc thân                                                       | FRA             | BEL (Wa)         | NED Dutch Top 40 | NED Single Top 100 | Ghi chú |
| -------- | -------------------------------------------------------------------- | --------------- | ---------------- | ---------------- | ------------------ | --- |
| Năm 2013 | " Habibi I Love You " (có Pitbull) (Pháp) (có Pitbull & Do) (Hà Lan) | 153             | -                | 2 * (Mẹo)        | 5                  | Các phiên bản của "Habibi I Love You" - Ahmed Chawki có Kenza Farah & Pitbull - Ahmed Chawki có Sophia del Carmen & Pitbull - Ahmed Chawki có Pitbull & Do - Ahmed Chawki với Mandinga & Pitbull |
| Năm 2014 | "Times of Our Lives"                                                 | 15              | 13 ** (Ultratip) | -                | -                  | Các phiên bản của "Times of Our Lives" - "Thời gian của cuộc sống của chúng tôi (Notre Moment)" (chủ yếu là tiếng Pháp) - "Farhat al 'Aalam" (chủ yếu là tiếng Ả Rập)                            |
| Năm 2014 | " Đó là cuộc sống của tôi (Đừng lo lắng) " (có Dr. Alban)            | 187             | -                | -                | -                  | |

### Khác:
- Năm 2009: "Inta liya"
- 2010: "Ya Nasini Ya Habibi" (bằng tiếng Ả Rập يا ناسيني يا حبيبي)
- 2010: "Ghaly" (tiếng Ả Rập غالي)
- Năm 2014: "Ana Bahwak" (bằng tiếng Ả Rập أنا بهواك)
- Năm 2014: "Come Alive" (có RedOne)
- 2015: "Kayna Wla Makaynach" (bằng tiếng Ả rập كاينة ولا ماكيناش)
- Năm 2016: "Sóng thần" (tiếng Ả Rập تسونامي)
- Năm 2017: "Qahwa" (bằng tiếng Ả Rập قهوة)